# Principio di precauzione
Con il termine principio di precauzione, o principio precauzionale, si intende una politica di condotta cautelativa per quanto riguarda le decisioni politiche ed economiche sulla gestione delle questioni scientificamente controverse.

## Origine del principio
(Gin Rummy)
L'essenza del principio non è niente di innovativo, e può essere riassunto dall'aforisma "prevenire è meglio che curare" che può anche essere considerato come una generalizzazione moderna del principio di Ippocrate Primum non nocere.
In realtà bisogna considerare che vi è differenza tra prevenzione (limitazione di rischi oggettivi e provati) e precauzione (limitazione di rischi incerti o basati su indizi). Il principio di precauzione si applica cioè non a pericoli già identificati, ma a pericoli potenziali, di cui non si ha ancora conoscenza certa.
Il moderno dibattito sul principio di precauzione è nato durante gli anni settanta, promosso dai primi movimenti ambientalisti ed ecologisti.
Il concetto è stato successivamente analizzato in termini economici (relazioni causa-effetto, incertezza, rischi, irreversibilità delle decisioni) da autori come Epstein (1980), Arrow e Fischer (1974), Gollier (2000).
A tutt'oggi non esiste un'univoca definizione del principio.

## Capisaldi normativi
A seguito della Conferenza sull'Ambiente e lo Sviluppo delle Nazioni Unite (Earth Summit) di Rio de Janeiro del 1992, a cui parteciparono più di centottanta delegazioni governative da tutto il mondo, venne ratificata la Dichiarazione di Rio, una serie di principi non impegnativi riguardanti le responsabilità ed i diritti degli Stati, per cercare di mettere insieme le esigenze dello sviluppo con quelle della salvaguardia ambientale.
Il principio di precauzione venne definito dal principio 15 come segue:

Il testo parla esplicitamente solo della protezione dell'ambiente, ma con il tempo e nella pratica il campo di applicazione si è allargato alla politica di tutela dei consumatori, della salute umana, animale e vegetale.
Tale punto di vista è stato promosso dall'Unione Europea, ratificando la Convenzione sulla diversità biologica di Rio de Janeiro (93/626/CEE,), ed esplicitando la politica comunitaria con la Comunicazione della Commissione COM(2000) 1 Final (2 febbraio 2000).
In tale documento si legge (§ 1):
()
Il Trattato di Maastricht ha introdotto il principio di precauzione (poi ripreso dalla Costituzione Europea art. III-233) attualmente enunciato all'art. 191 del Trattato sul funzionamento dell'Unione europea, dove si sostiene che la politica dell'Unione in materia ambientale mira a un elevato livello di tutela ed «è fondata sui principi della precauzione e dell'azione preventiva, sul principio della correzione, in via prioritaria alla fonte, dei danni causati all'ambiente e sul principio "chi inquina paga"».

## Il principio di precauzione nell'Unione europea
La sopracitata Comunicazione COM(2000) 1 della Commissione europea esplicita i termini in cui il principio di precauzione deve essere adottato come approccio per prendere delle decisioni su specifiche materie.
Il principio di precauzione viene definito come una strategia di gestione del rischio nei casi in cui si evidenzino indicazioni di effetti negativi sull'ambiente o sulla salute degli esseri umani, degli animali e delle piante, ma i dati disponibili non consentano una valutazione completa del rischio. L'applicazione del principio di precauzione richiede tre elementi chiave:
- l'identificazione dei potenziali rischi
- una valutazione scientifica, realizzata in modo rigoroso e completo sulla base di tutti i dati esistenti
- la mancanza di una certezza scientifica che permetta di escludere ragionevolmente la presenza dei rischi identificati.

Nel caso venga applicato il principio di precauzione, essendo stati identificati rischi per i quali non sia possibile avere una valutazione scientifica conclusiva, le misure adottate possono essere diverse, tuttavia esse devono rispettare determinati criteri, in particolare, tali misure devono essere proporzionali al livello di protezione ricercato e dovrebbero essere prese a seguito dell'esame dei vantaggi e oneri derivati, anche in termini di una analisi economica costi/benefici.

Inoltre tali misure possono essere mantenute finché i dati scientifici rimangono insufficienti, e sono da considerarsi provvisorie e sottoposte a modifica in funzione dei dati resisi successivamente disponibili.

## Applicazioni
A livello europeo il principio di precauzione è stato ufficialmente adottato come uno strumento di decisione nell'ambito della gestione del rischio in campo di salute umana, animale e ambientale.
Nonostante il principio sia stato principalmente applicato per questioni ambientali, la Commissione europea ha specificato che il campo di applicazione non è limitato a questo tipo di questioni, ma comprende tutte le situazioni in cui si identifichi un rischio ma non vi siano prove scientifiche sufficienti a dimostrarne la presenza o assenza, o a determinare adeguati livelli di protezione.
Tra le più importanti applicazioni c'è quella della sicurezza alimentare, concetto visto nel contesto ampio di protezione della salute. La legge quadro in materia di sicurezza alimentare (Regolamento EC No. 178/2002) riporta il principio di precauzione come uno degli strumenti da utilizzare per assicurare un elevato livello di protezione dei consumatori.
A livello internazionale, il principio è riconosciuto dall'Organizzazione Mondiale del Commercio (OMC), in particolare nell'Accordo sulle misure sanitarie e fitosanitarie (SPS) e nell'Accordo sugli ostacoli tecnici al commercio (TBT). Nell'ambito di questi accordi, uno Stato membro dell'OMC ha il diritto di porre delle barriere all'importazione basandosi sul principio di precauzione allorquando siano identificati rischi ambientali o sanitari su cui non c'è certezza scientifica. Gli accordi tuttavia ribadiscono il principio che tali misure debbano considerarsi provvisorie e che lo Stato che le attua deve fare lo sforzo di ottenere tutte le informazioni necessarie per completare la valutazione del rischio entro un termine ragionevole.
Per garantire l'effettività del principio di precauzione, la disapplicazione della norme tende a velocizzare i tempi della giustizia amministrativa in caso di contrasto con una fonte del diritto di rango superiore, e anon attendere in linea di principio nemmeno i tempi di definizione di una prova scientifica certa. 

La Causa C‑269/13 P del 2014, in cui a conferma di una decisione provvisoria della Commissione europea (un atto amministrativo) è invocato il principio di precauzione, qui al fine di far ritirare alcuni farmaci dal mercato a fronte di studi insufficienti o inconcludenti, e per un rischio potenziale.

### In Italia
Per lo stesso principio di precauzione, e per un’evidente questione di risorse disponibili, il Servizio sanitario nazionale italiano adotta (e rimborsa) soltanto quelle terapie e trattamenti che siano di comprovata efficacia, clinica o terapeutica, fermo restando che come criterio generale vige il principio della libertà di cura ed il divieto costituzionale di trattamenti sanitari obbligatori (art. 32), fino a giungere alla Convenzione di Oviedo, ratificata dallo Stato italiano con legge 28.03.01, n. 145. All'art. 5 questa legge stabilisce che il Consenso informato possa essere revocato in qualsiasi momento..
Ciò può scontrarsi con l'orientamento della Consulta a bilanciare diritti costituzionali fra loro potenzialmente "contrastanti" in alcuni ambiti di applicazione (libertà di impresa e diritto del lavoro, ecc.), e di pari rango in quanto contemplati dalla Carta Fondamentale.
Nulla è però specificato in merito alla legittimità di una previsione di atti amministrativi conseguenti e condizionati all'esercizio di un simile diritto di diniego, vale a dire se la legge possa condizionare l'effettività di un diritto del cittadino - ovvero di un obbligo, altrimenti sanzionabile - alla preventiva esecuzione di un trattamento sanitario, che in questo modo verrebbe ad essere obbligatorio in via indiretta, per poter esercitare tale diritto, ovvero non violare il predetto obbligo.

## Controversie sul principio di precauzione
L'utilità e opportunità dell'utilizzo del principio di precauzione a livello decisionale europeo e internazionale è un punto ampiamente controverso.
Secondo i suoi sostenitori, seguire il principio di precauzione è la condotta più ragionevole quando vi siano dei dubbi per la salute e l'ambiente. Ad esempio, se si fosse applicato il principio di precauzione ai primi allarmi (risalenti agli anni sessanta) sulla cancerogenicità dell'amianto, si sarebbe evitato l'eccessivo diffondersi di materiali edili a base di amianto, cosa che ha generato numerosissimi casi di asbestosi e mesotelioma polmonare, oltre a ingenti costi per la successiva bonifica delle aree contaminate. Nonostante le prove sulla sua dannosità, ancora oggi esso viene comunque utilizzato in paesi come la Thailandia, la Cina e la Russia.
Esempi simili si possono portare per numerose altre sostanze che dopo l'entrata in commercio si sono rivelate dannose per la salute e l'ambiente, tra queste il piombo e più tardi il benzene, come additivi nella benzina, il cadmio nelle batterie o i clorofluorocarburi nei circuiti refrigeranti, sebbene per molti di essi sia ancora dibattuto il reale impatto sulla salute e sull'ambiente.
I detrattori di questo principio lo criticano in quanto ritengono che sia un freno eccessivo allo sviluppo e alla diffusione di nuove tecnologie. Secondo alcuni il principio di precauzione si porrebbe in contrasto con il metodo scientifico. Uno dei capisaldi del metodo scientifico è difatti il criterio di falsificabilità introdotto da Karl Popper, che è in contrasto con i principi su cui si fonda il principio di precauzione. Il principio di precauzione non si basa infatti sulla disponibilità di dati che provino la presenza di un rischio, ma sull'assenza di dati che assicurino il contrario. Questo genera il problema di identificare con chiarezza la quantità di dati necessaria a dimostrare l'assenza di rischio, soprattutto alla luce dell'impossibilità della scienza di dare certezze ultimative e definitive. In questo contesto, secondo alcuni, l'applicazione scorretta del principio finisce per bloccare la ricerca scientifica su nuove tecnologie o prodotti, più che preservare la salute dei cittadini e dell'ambiente. D'altro canto il principio di precauzione, come lo si vede inserito a livello legislativo, è stato strutturalmente modificato tenendo anche conto della necessità di un'analisi costi-benefici. Inoltre va sottolineato che il principio di precauzione non è un metodo di ricerca né un principio scientifico, bensì uno strumento politico di gestione del rischio.
Ulteriori critiche hanno base economica. Per taluni infatti il principio di precauzione è facilmente strumentalizzabile per interessi protezionistici. Essendo previsto dagli accordi internazionali sul commercio, esso può essere invocato in determinate situazioni al fine di impedire l'importazione di alcuni prodotti. Ad esempio, nel caso degli alimenti derivati da organismi geneticamente modificati, il principio di precauzione è stato invocato da diversi Paesi Europei (tra cui l'Italia) per bloccarne la commercializzazione e la coltivazione. Nell'ambito del dibattito sugli OGM, secondo alcuni, il ricorso al principio di precauzione era motivato più da ragioni di ordine economico e protezionistico, che da reali indizi di potenziali rischi. Questo punto di vista è supportato dal fatto che gli Stati in questione non sono stati in grado di fornire prove scientifiche a supporto di queste misure, motivazione alla base dell'annullamento di alcune delle misure stesse (si veda ad esempio per l'Italia il cosiddetto Decreto "Amato" del 2000, annullato dal TAR del Lazio quattro anni dopo per mancanza di prove della presenza di rischi). Per una panoramica dei problemi etici, sociali e giuridici suscitati dall'applicazione del principio di precauzione, si veda anche il parere approvato dal Comitato nazionale per la bioetica nel 2004.